# Fire (álbum de Ohio Players)
Fire es el sexto álbum de estudio de la banda estadounidense Ohio Players, publicado en noviembre de 1974 a través del sello Mercury Records.

## Grabación y contenido
Las sesiones de grabación del álbum tuvieron lugar en los estudios Paragon, en Chicago, Illinois. La propia banda produjo el álbum mientras que Barry Mraz y Lee Hulko se desempeñaron como ingenieros de audio. Una vez completas las sesiones de grabación, el álbum se masterizó en Sterling Sound, un estudio ubicado en Edgewater, Nueva Jersey. Fire contenía ocho canciones, incluyendo una repetición de «Together». Todas las canciones fueron escritas por los miembros de la banda.

## Recepción de la crítica
Un escritor no especificado de la revista Cash Box lo consideró “un conjunto de combustión musical espontánea [con una] portada muy provocativa”.

## Lista de canciones
Todas las canciones escritas y compuestas por Ohio Players.
Lado uno
1. «Fire» – 4:36
2. «Together» – 3:08
3. «Runnin' from the Devil» – 4:48
4. «I Want To Be Free» – 6:56

Lado dos
1. «Smoke» – 5:59
2. «It's All Over» – 4:15
3. «What the Hell» – 5:38
4. «Together/Feelings» – 1:11

## Créditos y personal
Créditos adaptados desde las notas de álbum de Fire.
Ohio Players
- Marshall “Rock” Jones – Fender Bass
- James “Diamond” Williams – batería, campanas tubulares, percusión,  voz principal y coros
- Billy Beck – piano, órgano, piano eléctrico Fender Rhodes, clavinet, sintetizador ARP, percusión, voz principal y coros
- Leroy “Sugarfoot” Bonner – guitarra, percusión, voz principal y coros
- Ralph “Pee Wee” Middlebrooks – trompeta, trombón, coros
- Clarence “Satch” Satchell – saxofón barítono y tenor, flauta, percusión, voz principal y coros
- Marvin “Merv” Pierce – trompeta, fliscorno, coros

Personal técnico
- Ohio Players – productor
- Barry Mraz – ingeniero de audio
- Lee Hulko – ingeniero de audio
- Len Willis – diseño
- Jim Ladwig – director artístico
- Stan Malinowski – fotografía

## Posicionamiento
| Gráfica (1975)                            | Pico de posición |
| ----------------------------------------- | ---------------- |
| Estados Unidos (Billboard Top LPs & Tape) | 1                |
| Estados Unidos (Billboard Soul LPs)       | 1                |
| Estados Unidos (Cash Box Top 100 Albums)  | 1                |